# Clystea rubipectus
Clystea rubipectus är en fjärilsart som beskrevs av William Schaus 1898. Clystea rubipectus ingår i släktet Clystea och familjen björnspinnare. Inga underarter finns listade i Catalogue of Life.